# Just Whitney
Just Whitney è il quinto album della cantante statunitense Whitney Houston ed è stato lanciato nel 2002.

## Tracce
Edizione internazionale
1. Whatchulookinat
2. Tell Me No (feat. Carlos Santana)
3. One of These Days
4. Things You Say (feat. Missy Elliott & Tweet)
5. My Love (feat. Bobby Brown)
6. Love That Man
7. Try It on My Own
8. Dear John Letter
9. Unashamed
10. You Light Up My Life
11. Whatchulookinat (P. Diddy Remix) (feat. P. Diddy)

Edizione statunitense
1. One of Those Days
2. Tell Me No (feat. Carlos Santana)
3. Things You Say (feat. Missy Elliott & Tweet)
4. My Love (feat. Bobby Brown)
5. Love That Man
6. Try It on My Own
7. Dear John Letter
8. Unashamed
9. You Light Up My Life
10. Whatchulookinat

DVD bonus nell'edizione speciale
1. Whatchulookinat (video)
2. Infinity to Love Megamix (video)
3. Behind the Scenes: Look at the Making of Whatchulookinat